# 20 kilomètres marche masculin aux championnats du monde d'athlétisme 1987
Navigation
Helsinki 1983 Tokyo 1991
L'épreuve du 20 kilomètres marche masculin des championnats du monde d'athlétisme 1987 s'est déroulée le 30 août 1987 dans les rues de Rome, en Italie, avec une arrivée au Stade olympique. Elle est remportée par l'Italien Maurizio Damilano.

## Résultats
| Rang               | Athlète              | Pays                 | Temps           | Notes |
| ------------------ | -------------------- | -------------------- | --------------- | ----- |
| Médaille d'or      | Maurizio Damilano    | Italie               | 1 h 20 min 45 s | CR    |
| Médaille d'argent  | Jozef Pribilinec     | Tchécoslovaquie      | 1 h 21 min 07 s |       |
| Médaille de bronze | José Marín           | Espagne              | 1 h 21 min 24 s |       |
| 4.                 | Viktor Mostovik      | Union soviétique     | 1 h 21 min 53 s |       |
| 5.                 | Carlo Mattioli       | Italie               | 1 h 22 min 53 s |       |
| 6.                 | Roman Mrázek         | Tchécoslovaquie      | 1 h 23 min 01 s |       |
| 7.                 | Jean-Claude Corre    | France               | 1 h 23 min 38 s |       |
| 8.                 | Querubin Moreno      | Colombie             | 1 h 23 min 42 s |       |
| 9.                 | Ian McCombie         | Royaume-Uni          | 1 h 23 min 51 s |       |
| 10.                | Reima Salonen        | Finlande             | 1 h 24 min 14 s |       |
| 11.                | Pavol Blažek         | Tchécoslovaquie      | 1 h 24 min 37 s |       |
| 12.                | Andrew Jachno        | Australie            | 1 h 24 min 46 s |       |
| 13.                | Martial Fesselier    | France               | 1 h 24 min 51 s |       |
| 14.                | Dominique Guebey     | France               | 1 h 25 min 01 s |       |
| 15.                | Erling Andersen      | Norvège              | 1 h 25 min 08 s |       |
| 16.                | José Urbano          | Portugal             | 1 h 25 min 10 s |       |
| 17.                | Jan Staaf            | Suède                | 1 h 25 min 12 s |       |
| 18.                | José Pinto           | Portugal             | 1 h 25 min 24 s |       |
| 19.                | Tim Lewis            | États-Unis           | 1 h 26 min 00 s |       |
| 20.                | Ricardo Pueyo        | Espagne              | 1 h 26 min 09 s |       |
| 21.                | Ray Sharp            | États-Unis           | 1 h 27 min 06 s |       |
| 22.                | Sándor Urbanik       | Hongrie              | 1 h 27 min 24 s |       |
| 23.                | Stefan Johansson     | Suède                | 1 h 27 min 27 s |       |
| 24.                | Simon Baker          | Australie            | 1 h 27 min 32 s |       |
| 25.                | Francisco Vargas     | Colombie             | 1 h 27 min 33 s |       |
| 26.                | Anatoliy Gorshkov    | Union soviétique     | 1 h 27 min 34 s |       |
| 27.                | Miguel Ángel Prieto  | Espagne              | 1 h 27 min 40 s |       |
| 28.                | Wolfgang Wiedemann   | Allemagne de l'Ouest | 1 h 28 min 07 s |       |
| 29.                | Gary Morgan          | États-Unis           | 1 h 28 min 08 s |       |
| 30.                | Vesa Puukari         | Finlande             | 1 h 28 min 29 s |       |
| 31.                | Carlos Ramones       | Venezuela            | 1 h 28 min 40 s |       |
| 32.                | Santiago Fonseca     | Honduras             | 1 h 28 min 44 s |       |
| 33.                | François Lapointe    | Canada               | 1 h 29 min 22 s |       |
| 34.                | Chris Maddocks       | Royaume-Uni          | 1 h 32 min 36 s |       |
| 35.                | Abdelouaheb Ferguène | Algérie              | 1 h 34 min 26 s |       |
| —                  | Frants Kostyukevich  | Union soviétique     | DNF             |       |
| —                  | Héctor Moreno        | Colombie             | DNF             |       |
| —                  | Axel Noack           | Allemagne de l'Est   | DQ              |       |
| —                  | Walter Arena         | Italie               | DQ              |       |
| —                  | Ernesto Canto        | Mexique              | DQ              |       |
| —                  | Carlos Mercenario    | Mexique              | DQ              |       |
| —                  | Dave Smith           | Australie            | DQ              |       |

## Légende
Records et Performances
- AR : Record continental (area record)
- CR : Record des championnats (championship record)
- MR : Record du meeting (meet record)
- NR : Record national (national record)
- OR : Record olympique (olympic record)
- PR : Record paralympique (paralympic record)
- PB : Record personnel (personal best)
- SB : Meilleure performance personnelle de la saison (season's best)
- WL : Meilleure performance mondiale de l'année (world leader)
- WJR : Record du monde junior (world junior record)
- WR : Record du monde (world record)

Circonstances et Conditions
- DNF : N'a pas terminé (did not finish)
- DNS : N'a pas pris le départ (did not start)
- DQ : Disqualification (disqualification)
- NM : Aucun essai valable enregistré (No Mark)
- Q : Qualifié « directement » au prochain tour (ou à la prochaine compétition), lors d'une compétition majeure, grâce au classement ou à la réalisation des minima (automatic qualifier)
- q : Qualifié au prochain tour (ou à la prochaine compétition), lors d'une compétition majeure, grâce au repêchage ou à la réalisation de l'une des meilleures performances parmi celles des « non qualifiés directement » (grâce au meilleur temps ou à la meilleure distance par exemple) (secondary qualifier)